# 当代中国研究
《当代中国研究》（英語：Modern China Studies，简称MCS）是美国普林斯顿大学当代中国研究中心出版的一份具同行評審的国际学术期刊，发表以汉语或英语写成的文章，为半年刊，主要聚焦于当代中华人民共和国境内的各种事务及问题。
1990年，普林斯顿大学的学术组织当代中国研究中心创办了本刊，到目前，这份刊物探讨的问题已包含政治、经济、法律、社会、文化、國際關係、环境保护、現代史和人文学科等各方面。该刊使用双盲法进行同行评审。